# Звечај
Звечај је био утврђени град у средњовјековној Босни. Остаци утврђења Звечај налазе се у близини бањолучког приградског насеља Рекавице, тачније на јужним падинама стијене која на том мјесту доминира лијевом обалом Врбаса.
Звечај се први пут помиње 1404. године као посед Хрвојa Вукчића. Ту је херцег Хрвоје Вукчић склопио уговор са Дубровчанима против босанског краља Стефана Остоје. Послије Хрвојеве смрти 1416, град је постао краљевски посјед. 
Први пут је пао у турске руке у рано љето 1463, када је за његовог заповједника постављен турски јањичар Костантин из Островице. Град је крајем исте године заузео краљ Матија Корвин и укључио га у Јајачку бановину. Турци су град коначно освојили 1528.
Звечај је био простран град, неправилног облика, прилагођен конфигурацији стјеновитог терена. Сачуван је у врло рушевном стању.